# Mario Virreira
Mario Virreira Iporre (La Paz, Bolivia; 18 de julio de 1949) es un ingeniero, docente y político boliviano. Fue también el prefecto del Departamento de Potosí desde el 22 de enero de 2006 hasta el 4 de abril de 2010, durante el primer gobierno del presidente Evo Morales Ayma. Ocupó también el cargo de ministro de minería y metalurgia de Bolivia desde el 23 de enero de 2012 hasta el 8 de abril de 2014, durante el segundo gobierno de Evo Morales Ayma.  

## Biografía
Mario Virreira nació el 18 de julio de 1949 en la ciudad de La Paz, Bolivia. Desde muy pequeño se trasladó a vivir a la mina Colquiri donde empezó sus estudios primarios en la escuela minera de esa localidad, para luego terminar sus estudios secundarios en el colegio Carlos Montenegro de la ciudad de Potosí. Continuó con sus estudios superiores ingresando a la Universidad Tomas Frías de Potosí, graduándose años después como ingeniero civil para luego especializarse con una maestría en ingeniería estructural.
Virreira trabajo en el departamento de Potosí en la planta de volatilización de La Palca. Fue rector de la universidad Tomas Frías (UTF) y es miembro del Comité Ejecutivo de la Universidad Boliviana (CEUB) para finalmente ser rector de la Universidad Pública de El Alto (UPEA). Actualmente Virreira está casado y tiene 4 hijos.

## Vida política

### Prefecto de Potosí (2006-2010)
Virreira empezó a incursionar en la vida política de país, adhiriéndose al partido político del Movimiento al Socialismo (MAS), partido por el cual postuló en 2006 al cargo de prefecto de Potosí en las primeras elecciones departamentales de Bolivia. Ganó por mayoría absoluta, posesionándose como el primer prefecto electo democráticamente en urnas del Departamento de Potosí.
Ocupó el cargo de prefecto hasta el 4 de abril de 2010 en donde entregó el mando al recién electo gobernador Félix Gonzáles Bernal.

### Ministro de minería y metalurgia de Bolivia (2012-2014)
El 23 de enero de 2012, durante el segundo gobierno del presidente Evo Morales Ayma, Virreira es posesionado como Ministro de Minería y Metalurgia de Bolivia.
Pero en abril de 2014, debido a un problema social que se desató entre el gobierno nacional con cooperativistas mineros, y el escándalo sobre contratos ilegales que estos hubieran firmado en la clandestinidad con empresas transnacionales y con el supuesto consentimiento del ministerio, el presidente de Bolivia Evo Morales Ayma decide destituir el 8 de abril a Virreira del ministerio para posesionar en su lugar a César Navarro Miranda como el nuevo Ministro de Minería y Metalurgia de Bolivia.
| Predecesor: Jose Pimentel Castillo | Ministro de Minería y Metalurgia de Bolivia 23 de enero de 2012 - 8 de abril de 2014 | Sucesor: César Navarro Miranda |